# Noepe (Togo)
Noepe (auch: Noëpe, französisch: Noépé) ist eine Ortschaft in Togo. Sie befindet sich im Südwesten des Landes in der Region Maritime. Der Ort liegt unmittelbar östlich der Grenze zu Ghana, die Hauptstadt Lomé liegt wenige Kilometer entfernt im Südosten. Noepe ist Haltepunkt der Bahnstrecke Lomé–Kpalimé.

## Geschichte
Noepe lag zur deutschen Kolonialzeit im Verwaltungsbezirk Lome-Land und bei Kilometer 27 der zu dieser Zeit „Hinterlandbahn“ genannten Bahnstrecke. Einen Großteil der Bevölkerung stellten zu dieser Zeit die Ewe. In Noepe existierte ein Marktplatz mit bedeutenden Umsätzen für Palmölerzeugnisse und Mais. Zahlreiche europäische Handelshäuser hatten Zweigstellen im Ort, der außerdem über eine Post- und Telegraphenstation verfügte. Die Regenmessstation maß im Mittel eine jährliche Regenmenge von 1052 mm.